# لطفي البنزرتي
لطفي البنزرتي (مواليد 4 ديسمبر 1952) لاعب كرة قدم تونسي معتزل وحاليا مدرب كرة قدم.

## الإنجازات

### المحرق
- الدوري البحريني الممتاز (2): 1991، 1995
- كأس ملك البحرين (4): 1989، 1990، 1995، 1997

## روابط خارجية
- لطفي البنزرتي على موقع قاعدة بيانات كرة القدم.إي يو (الإنجليزية)